# Elspeet

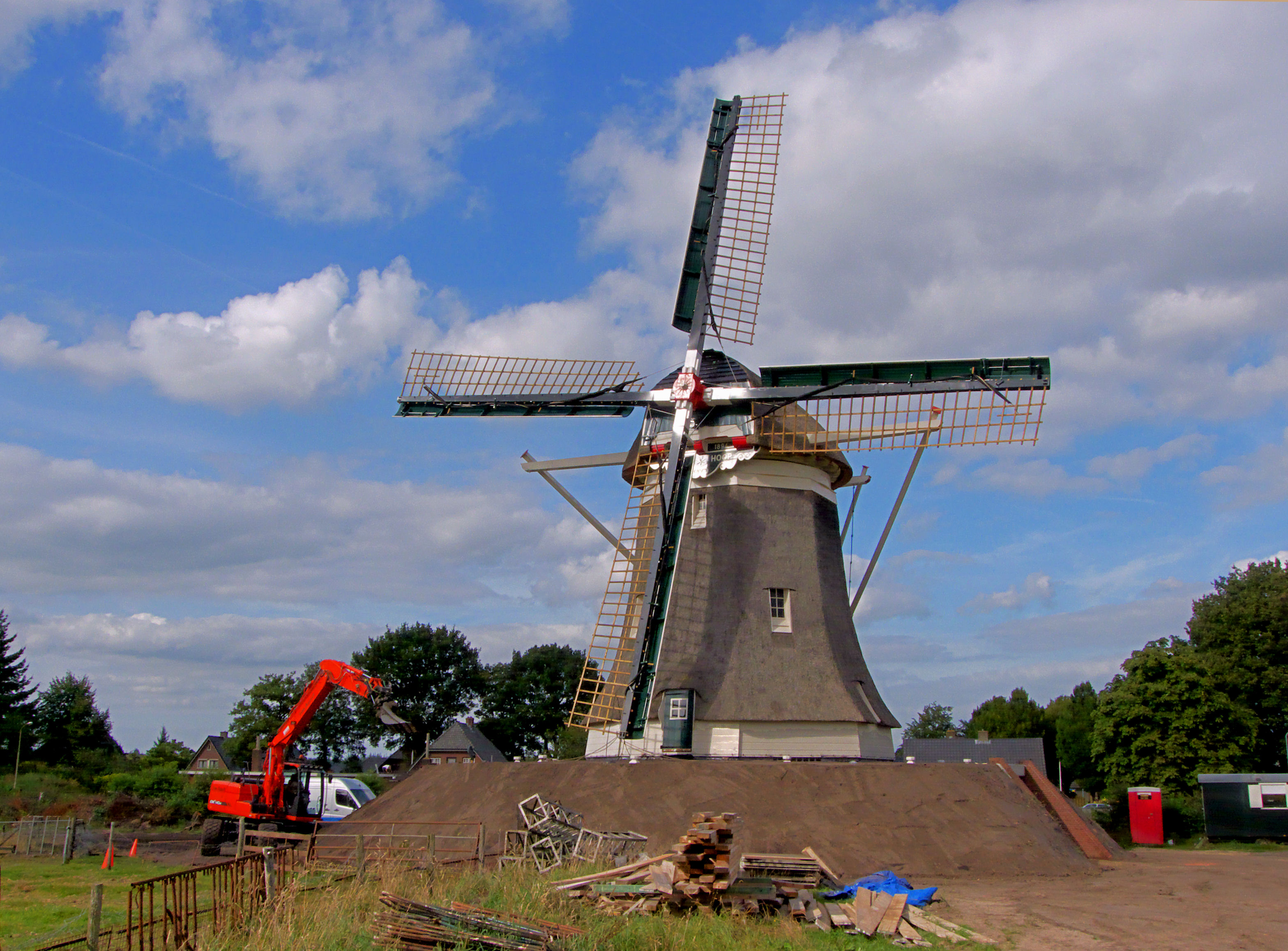
Elspeet: il mulino "De Hoop"

Elspeet è un villaggio di circa 4.400 abitanti del centro-est dei Paesi Bassi, facente parte della provincia della Gheldria e situato nella regione della Veluwe Dal punto di vista amministrativo, si tratta di una frazione del comune di Nunspeet; fino al 1971 aveva fatto parte della municipalità di Ermelo.

## Geografia fisica
Elspeet si trova nella parte settentrionale/nord-occidentale della provincia del Gheldria, a circa metà strada tra Nunspeet ed Apeldoorn (rispettivamente a sud della prima e a nord/nord-ovest della seconda) e a circa metà strada tra Putten e Vaassen (rispettivamente ad est della prima e ad ovest della seconda)..

## Origini del nome
Il toponimo Elspeet, attestato anticamente come de Elspete (1227), è formato dal termine el-, che significa "vecchio", "antico", e dal termine speet, che significa "terreno vangato".

## Storia

### Dalla fondazione ai giorni nostri
Nel 1594 giunse nel villaggio il primo predicante di religione protestante.
Agli inizi del XX secolo, la popolazione del villaggio era costituita in gran parte da braccianti agricoli. La più importante famiglia di agricoltori era rappresentata dai De Mouw.
Nel 2010, fu realizzato ad Elspeet un tunnel per rettili e anfibi, che costituisce il primo progetto nel suo genere nei Paesi Bassi.

## Monumenti e luoghi d'interesse
Elspeet vanta 14 edifici classificati come rijksmonumenten e 15 edifici classificati come gemeentelijke monumenten.

### Antica chiesa parrocchiale
Tra i principali edifici religiosi di Elspeet, figura l'antica chiesa parrocchiale, risalente al XVI secolo.

### Architetture civili

#### Mulino De Hoop
Altro edificio degno di nota è il mulino De Hoop, un mulino a vento costruito nel 1894 sulle ceneri di un mulino preesistente andato distrutto in un incendio.
|  |

### Sit archeologici
Nei dintorni di Elspeet, si trovano alcuni siti archeologici, come lo Hunneschans, realizzato intorno al IX secolo d.C., mentre la zona nota come Elspeetse Heide veniva utilizzata 2.000 anni prima di Cristo come luogo di sepoltura.

## Società
Elspeet è sede di un ambiente molto religioso e conservatore e viene considerata parte della cintura della Bibbia olandese. Gran parte della popolazione è affiliata a congregazioni che fanno riferimento al calvinismo ortodosso.

### Evoluzione demografica
Al censimento del 2016, il villaggio di Elspeet contava una popolazione pari 4.398 abitanti.

## Geografia antropica

### Suddivisioni amministrative
Buurtschappen
- Grote Kolonie
- Kleine Kolonie